# Gambija (rijeka)
Gambija je najveća rijeka u zapadnoj Africi. Dugačka je 1.130 kilometara. Rijeka teče od visoravni Fouta Djallon na sjeveru Gvineje preko sjeveroistoka Senegala ulazi u državu Gambiju gdje se uliva u Atlantski ocean kod grada Banjula. Plovna je polovinu svoga toka.
Rijeka je poznata uglavnom zbog Gambija, najmanje zemlje u kontinentalnoj Africi, koja se sastoji od nešto više od polovice rijeke i njezine dvije pritoke.
Od ulaska rijeke u Senegal uglavnom teče ka zapadu s mnogim meandrima, te na oko 100 km od njezina ušća se postupno širi na više od 10 kilometara širine.
U neposrednoj blizini ušća rijeke, u blizini Juffure, nalazi se otok Kunta Kinte, mjesto koje se koristilo u trgovini robljem koje je sada dio UNESCO-ove svjetske baštine.
Vodena fauna rijeke Gambije je usko povezan s onom rijeke Sénégal. Iako je bogatstvo vrsta prilično visoka, samo tri vrste žaba i jedna riba endemi ove ekoregije.

## Vanjske poveznice
|  | Zajednički poslužitelj ima još gradiva o temi Gambija (rijeka) |

- Rijeka Gambija - informacije i slike